# 火星にある人工物の一覧

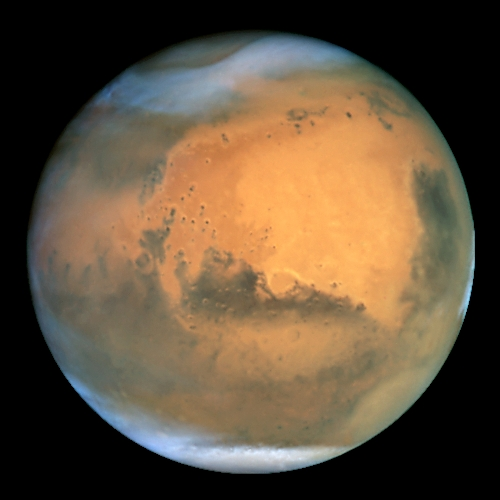
火星

以下の表は、火星表面に存在する人工物のリストである。地球から火星に到達した宇宙船が掲載されている。そのほとんどは当初の目的を果たした後は機能を失ったが、オポチュニティは2011年9月現在も稼働している。エクソマーズにおける着陸実験モジュール「スキアパレッリ」は、火星に到達した直近の人工物である。以下の表には、部品やパラシュート、熱シールド等の小さな物体は含まれていない。

## 一覧
| 人工物                                             | 画像                | 国                  | 年                  | 質量 (kg) | 場所                                                                               |
| -------------------------------------------------- | ------------------- | ------------------- | ------------------- | --------- | ---------------------------------------------------------------------------------- |
| マルス2号（ランダー）                              |                     | ソ連                | 1971                | 1210      | 北緯4度 西経47度 / 北緯4度 西経47度                                                |
| マルス3号（ランダー）                              |                     | ソ連                | 1971                | 1210      | シレヌム大陸 南緯45度 西経158度 / 南緯45度 西経158度                               |
| マルス6号（ランダー）                              |                     | ソ連                | 1973                | 635       | マルガリティファー大陸 南緯29度54分 西経19度25分 / 南緯29.90度 西経19.42度         |
| バイキング1号（ランダー）                          |                     | 米国                | 1976                | 657       | クリュセ平原 北緯22度28分48秒 西経47度58分01秒 / 北緯22.480度 西経47.967度         |
| バイキング2号（ランダー）                          |                     | 米国                | 1976                | 657       | ユートピア平原 北緯48度16分08秒 西経225度59分24秒 / 北緯48.269度 西経225.99度      |
| マーズ・パスファインダー & ソジャーナ              |                     | 米国                | 1997                | 360       | アレス峡谷 北緯19度20分 西経33度33分 / 北緯19.33度 西経33.55度                     |
| マーズ・クライメイト・オービター                   |                     | 米国                | 1999                | 629       | ?                                                                                  |
| マーズ・ポーラー・ランダー & ディープ・スペース2号 |                     | 米国                | 1999                | 500       | Ultimi Scopuli 南緯76度 西経195度 / 南緯76度 西経195度                             |
| ビーグル2号                                        |                     | 英国                | 2003                | 33        | イシディス平原 北緯11度31分35秒 東経90度25分46秒 / 北緯11.5265度 東経90.4295度     |
| スピリット (MER-A)                                 |                     | 米国                | 2004                | 1063      | グセフクレーター 南緯14度34分18秒 東経175度28分43秒 / 南緯14.5718度 東経175.4785度 |
| オポチュニティ (MER-B)                             |                     | 米国                | 2004                | 1063      | メリディアニ平原 南緯1度56分54秒 東経354度28分27秒 / 南緯1.9483度 東経354.4742度   |
| フェニックス                                       |                     | 米国                | 2008                | 350       | 北部低地（グリーンバレー） 北緯68度13分 西経125度42分 / 北緯68.22度 西経125.7度    |
| キュリオシティ                                     |                     | 米国                | 2012                | 900       |                                                                                    |
| スキアパレッリ                                     |                     | ESA ロシア          | 2016                | 577       | メリディアニ平原 ?                                                                 |
| 合計推定乾質量 (kg)                                | 合計推定乾質量 (kg) | 合計推定乾質量 (kg) | 合計推定乾質量 (kg) | 9,880     |                                                                                    |

太字は現在も稼働中。

## ギャラリー
|  |  |
|  |  |